# Motnja aktivnosti in pozornosti
Motnja aktivnosti in pozornosti, hiperkinetična motnja ali hiperkinetični sindrom (tako poimenovanje je prevladujoče v Evropi, v Severni Ameriki se uporablja izraz motnja pozornosti s hiperaktivnostjo, attention deficit hyperactivity disorder (ADHD)) je nevropsihiatrična motnja pri otrocih in mladostnikih in tudi odraslih, pri kateri je bolnik nemiren, nesposoben usmerjene pozornosti in izpolnjevanja navodil.
Trenutne raziskave na področju motnje pozornosti kažejo na povezavo med funkcionalnimi oslabitvami v možganskih nevrotransmiterskih sistemih, posebej v teh, ki vključujejo dopamin in norepinefrin; to ima osebah z motnjo pozornosti vpliv na modulacijo možganskih izvršilnih funkcij (kognitivni nadzor vedenja), motivacijo, percepcijo nagrade in motorične funkcije.
Pri otrocih z motnjo pozornosti je prisotna splošna redukcija volumna nekaterih možganskih struktur, s sorazmerno večjim zmanjšanjem volumna v levem prefrontalnem korteksu. Posteriorni parietalni korteks prav tako kaže zoženje pri ljudeh z motnjo pozornosti. Prav tako so bile pri ljudeh z motnjo pozornosti ugotovljene razlike možganskih struktur v prefrontalnem-striatnem-cerebralnem in prefrontalnem-striatnem-talamičnem vezju.
Simptomi motnje pozornosti izhajajo iz oslabšanja določenih izvršnih funkcij (npr. nadzor pozornosti, delovni spomin, nadzor inhibicije). Izvršne funkcije so nabor kognitivnih procesov, ki so potrebni za uspešno izbiro in monitoring vedenja, ki fascilitira doseganje izbranih ciljev.
Oslabšane izvršne funkcije pri ljudeh z motnjo pozornosti imajo lahko kot posledico: težave z organizacijo, občutek za čas, pretirano odlaševanje (prokrastinacija), koncentracija, pozornost, ignoriranje distrakcij, regulacija čustev, spominjanje podrobnosti.
Ljudje z motnjo pozornosti imajo lahko dober dolgoročni spomin, vendar deficite v dolgoročnem spominu pripisujemo oslabšanem delovnem spominu.

## Etiologija
Ta motnja je skupek simptomov z raznoliko etiologijo. Obstajajo dokazi, da je ADHD prisotna v določenih družinah, vendar ni dokaza o genu, ki določa tip ADHD. Čeprav se motnja pojavlja večinoma pri razvijajočih se otrocih, jo lahko opazimo pri otrocih, ki imajo razvojne motnje, kot je fetalni alkoholni sindrom in downov sindrom; pri otrocih, ki so utrpeli možganske poškodbe, vključno z obrojstno poškodobo možganov.
Za ADHD ni identificiranega vzroka. Verjetno je, da simptomi ADHD predstavljajo končno skupno pot različnih vzrokov, vključno z genetskimi, organskimi in okoljskimi etiologijami (verjetno v kombinaciji).
Hiperkinetično motnjo so v preteklosti pripisovali antenatalni, perinatalni ali v prvih letih življenja nastali blagi možganski okvari, ki so jo kasneje prekvalifikacirali v disfunkcijo. Motnja naj bi nastala v času še razvijajočega se osrednjega živčevja, z maturacijo pa naj bi se omilila. Danes je sicer znano, da je v približno polovici primerov hiperkinetično motnjo iz otroštva mogoče opaziti tudi v odrasli dobi.

## Epidemiologija
V ZDA je prevalenca pri šolarjih 8–10 %. Pri fantih je prevalenca 2–3-krat večja kot pri dekletih; možno je, da pri dekletih diagnosticirajo anskiozno motnjo, ko v resnici gre primarno za motnjo aktivnosti in pozornosti. Dekletom pogosteje diagnosticirajo nepozornostni tip ADHD. Simptomi motnje vztrajajo v adolescenco pri 60 do 80 % oseb. Mnogi imajo simptome tudi v odraslosti.

## Znaki in simptomi
Hiperkinetična motnja je sklop simptomov, ki vključuje motorično nemirnost, impulzivnost, kratkotrajno pozornost, učne težave in čustveno nestanovitnost.

## Diagnoza
Diagnoza se postavi z anamnezo z odprtimi vprašanji, osredotočenimi na specifična vedenja in z uporabo ocenjevalnih lestvic, kot sta Connerjev vprašalnik in Vanderbiltov obrazec.
Telesni pregled je nujen za izključitev medicinskih ali razvojih težav. Pregled mora vsebovati opazovanje otroka, staršev in odnosa med njimi. Napačno je interpretirati odsotnost hiperaktivnosti v ambulanti kot znak, da otrok nima ADHD. Za otroke s to motnjo je značilno, da se osredotočijo brez hiperaktivnosti v okolju, kjer je malo stimulacije in distakcij.
Za izkjučitev drugih težav se zdravniki poslužujejo krvnih preiskav funkcije ščitnice, nivoja svinca, genetskega kariotipiziranja in slikanja možganov, če so indicirani zaradi podatkov, ki izhajajo iz anamnestičih podatkov ali telesnega pregleda.

## Zdravljenje
Glede na smernice za zdravljenje bolnikov s hiperkinetično motnjo zdravljenje vključuje zdravljenje z zdravili in nefarmakološko zdravljenje (npr. kognitivno-vedenjsko terapijo). Pri odraslih se priporoča čimprejšnje zdravljenje z
zdravili, pri otrocih in mladostnikih pa se prične zdravljenje z nefarmakološkimi ukrepi. Zdravila za zdravljenje hiperkinetične motnje vključujejo stimulanse in nestimulanse. Med stimulanse spadajo amfetamini in metilfenidat ter njegovi derivati. Med nestimulanse spadajo atomoksetin, bupropion, klonidin, guanfacin in nekatera druga zdravila. Stimulansi so zdravila prvega izbora v zdravljenju otrok in mladostnikov medtem ko je pri odraslih to priporočilo manj jasno.